# Liste de maisons (généalogie)
 (octobre 2024).
Si vous disposez d'ouvrages ou d'articles de référence ou si vous connaissez des sites web de qualité traitant du thème abordé ici, merci de compléter l'article en donnant les références utiles à sa vérifiabilité et en les liant à la section « Notes et références ».
Liste de maisons.
- Haut – A
- B
- C
- D
- E
- F
- G
- H
- I
- J
- K
- L
- M
- N
- O
- P
- Q
- R
- S
- T
- U
- V
- W
- X
- Y
- Z

| Sommaire : - Haut – A - B - C - D - E - F - G - H - I - J - K - L - M - N - O - P - Q - R - S - T - U - V - W - X - Y - Z - Maison d'Albret Simples propriétaires à l’origine de quelques arpents de terre noble constituant leur fief autour du château de Labrit, au cœur du désert landais, ils s’enrichissent progressivement en faisant le métier de convoyeur de caravanes, leur offrant les moyens de rassembler une armée de hors-la-loi grâce à laquelle ils étendent leur domaine vers l'océan Atlantique et la Garonne, qu’ils atteignent au milieu du XIIIe siècle. Fidèles à la cause anglaise tant qu’ils y trouvent un profit, ils se rapprochent finalement du roi de France Charles V, qui confère à l’un d’eux, Charles Ier d'Albret, la dignité de connétable de France, la première du royaume, en 1402. La maison d’Albret poursuit sa continuelle ascension, comblée des faveurs de Charles VI puis de Charles VII. Ils prennent possession du comté de Foix, finissent par se hisser jusqu’au trône de Navarre grâce au mariage de Jean III de Navarre avec Catherine de Navarre, le succès et une suite de mariages profitables les ayant favorisés jusqu’au bout. La maison d'Albret est à l'origine une famille de petite noblesse dont le berceau se situe à Labrit, dans les Landes. Chassant les dots, captant les héritages, achetant lorsqu'il le faut, jouant un jeu subtil et parfois dangereux dans le conflit qui, depuis la fin du XIIIe siècle, oppose le roi d'Angleterre, duc d'Aquitaine, au roi de France, les Albret comptent en quelques décennies parmi les plus puissants seigneurs du duché. - Maison d'Anhalt une des plus anciennes familles princières de l'Allemagne, qui régna notamment sur le duché d'Anhalt. Elle constitue une branche de la célèbre maison d'Ascanie. - Maison d'Ardenne ou Dardenne (ou Wigéricides), une des premières familles nobles européennes médiévales documentées la dynastie comtale post-carolingienne qui descend du comte palatin de Lotharingie, Wigéric de Bidgau d'Ardenne (cit. 899 ; † avant 921/922). - Maison d'Arenberg Branche cadette de la maison de Ligne, issue de Jean de Ligne, la maison d’Arenberg inclut : - une maison médiatisée du Saint-Empire romain germanique, dont les membres portent les titres de duc et duchesse d'Arenberg et de prince et princesse et jouissent du prédicat d'Altesse Sérénissime (Durchlaucht, confirmé par la Confédération germanique le 13 août 1825) ; - une maison comtale dont les chefs ont droit au titre de comte illustrissime (Erlaucht, confirmé par la Confédération germanique le 13 février 1829). - Maison capétienne d'Artois branche de la dynastie capétienne issue de Robert Ier (1216 † 1250), fils de Louis VIII le Lion, roi de France, qui lui donna en apanage le comté d'Artois. À la mort de Robert II (1302), la succession fut réclamée par sa fille Mahaut et son petit-fils Robert III. Robert III, héritier légitime du comté, fut dépossédé de celui-ci à la mort de son grand-père par sa tante Mathilde (« Mahaut d'Artois »), celle-ci arguant d'une coutume artésienne écartant les morts de la représentation successorale (le père de Robert III étant décédé avant son grand-père Robert II, il n'est que le petit-fils alors que Mathilde est la fille). Il s'ensuivit un long procès qui fut perdu par Robert III, le jugement final, rendu par le roi de France Philippe IV paraissant avoir été fortement influencé par l'alliance bourguignonne (de la comté) de Mahaut d'Artois. Le Parlement de Paris trancha en faveur de Mahaut, et Robert III et la seigneurie de Beaumont-le-Roger. Il fut condamné pour avoir produit des faux documents et ses terres confisquées. Le fils de ce dernier, Jean d'Artois, obtint vingt ans après le comté d'Eu en 1350. La branche s'éteignit en 1472. - Maison d'Armagnac originaire de Gascogne, une des plus puissantes familles du royaume de France aux XIVe et XVe siècles. Sommaire : - Haut – A - B - C - D - E - F - G - H - I - J - K - L - M - N - O - P - Q - R - S - T - U - V - W - X - Y - Z - Maison de Bade ligne cadette de l'antique maison de Zähringen. Le premier margrave de Bade est Hermann II, petit-fils de Berthold Ier, duc de Zähringen et de Carinthie ; il commença à régner en 1074, et prit, le titre de margrave en 1112. - Maison de Battenberg famille princière allemande, issue d'une branche morganatique de la maison de Hesse. - Maison de Bauffremont famille noble originaire de Haute-Lorraine, dont deux chevaliers du Saint-Esprit et quatre de la Toison d'or. - Maison de Beauvoir-Chastellux originaire de Bourgogne. Elle doit son nom à une terre de l'Avallonnais (commune actuelle de Sauvigny-le-Beuréal) et a peu à peu acquis des terres et des charges importantes, à la fois par ses alliances avec de puissantes familles, mais aussi en récompense des services rendus aux ducs de Bourgogne et aux rois de France. - Maison de Belgique actuelle famille royale de Belgique. Autrefois appelée maison de Saxe-Cobourg-Gotha, elle est issue du premier roi des Belges, Léopold Ier, né prince de Saxe-Cobourg-Saalfeld. Comme ce fut le cas pour la branche britannique de la maison de Saxe-Cobourg et Gotha (issue du prince Albert) devenue maison Windsor, le nom de la maison de Saxe-Cobourg et Gotha fut modifié officieusement dans un contexte de fort sentiment anti-germanique né de la Première Guerre mondiale, laissant s'installer l'expression de Belgique pour la famille royale belge. - Maison Bernadotte actuelle famille royale de Suède (depuis 1818) et l'ancienne famille royale de Norvège (de 1818 à 1905). Elle a été fondée par le maréchal d'Empire français Jean-Baptiste Bernadotte, duc de Pontecorvo puis prince et ensuite devenu le roi Charles XIV Jean lors de son accession au trône en 1818. - Maison de Béthune famille éteinte de la noblesse française, d'extraction féodale, originaire d'Artois et remonte au Xe siècle. Une des branches devient souveraine, celle descendant de Conon de Béthune, seigneur de Bergues, l’un des chefs qui conquirent l’Empire d’Orient en 1203. - Maison Bonaparte famille patricienne corse originaire d'Italie, reconnue noble en France, qui a donné trois empereurs français Napoléon Ier, Napoléon II et Napoléon III. Elle est de ce fait devenue maison impériale de France et a contracté de multiples alliances avec les plus anciennes familles souveraines d'Europe. - Maison capétienne de Bourbon branche de la dynastie capétienne est issue de Robert, comte de Clermont (et par mariage seigneur de Bourbon), fils de saint Louis. Elle a régné sur plusieurs pays d'Europe (Navarre, France, Espagne, Deux-Siciles, Luxembourg, Andorre, Lucques, Parme...), se scindant en de nombreuses branches. En France son règne correspond à l'apogée de la monarchie absolue et la prépondérance française en Europe. - Famille Borgia (Borja), d'origine valencienne (Espagne), qui a eu une grande importance politique dans l’Italie du XVe siècle. Elle a fourni deux papes, ainsi que plusieurs autres personnages, dont quelques-uns ont acquis une fâcheuse renommée. La famille Borgia a subi une légende noire forgée par ses ennemis politiques. Les Borgia furent accusés pêle-mêle d'empoisonnement, de fratricides, d'incestes... Cette légende a contribué à faire des Borgia les symboles de la décadence de l'Église à la fin du Moyen Âge. - Maison de Boulogne famille de la noblesse franque issue de la maison de Flandre. - Maison de Bourbon (Espagne) branche de la maison capétienne de Bourbon ayant régné sur l'Espagne (Borbón en castillan) et dynastie des Bourbons ayant régné sur l'Espagne. - Maison de Bourbon la famille qui dirigea la seigneurie de Bourbon-l'Archambault jusqu'à ce que cette dernière passe par mariage à la maison de Dampierre (vers 1227) puis à la maison de France (en 1287 à la branche de Bourgogne, puis en 1310 à la branche de Clermont, branche qui reprendra dès lors le nom de Bourbon, jusqu'à son accession au trône de Navarre en 1555). L'appellation maison de Bourbon a ensuite été reprise pour qualifier la maison de France tout entière, officiellement depuis le 29 juin 1768, date de décès d'Hélène de Courtenay (1689-1768), avec laquelle s'éteignit la branche de Courtenay, extinction qui faisait de la maison de Bourbon la seule branche subsistante des Capétiens. - Maison capétienne de Bourgogne issue de Robert Ier le Vieux (1011 † 1076) qui reçut le duché de Bourgogne en apanage de son frère Henri Ier de France. - Maison de Brabant voir Famille des Régnier - Maison de Breuberg issue des seigneurs de Luetzelbach (1160) en Franconie qui ensuite deviendront bailli impérial héréditaire de la Vettéravie et gouverneur général de Thuringe. Elle a, entre autres, donné un certain nombre de prince-évêques et d'archevêques par intermédiaire de leurs descendants les barons et vicomtes de Frankenstein. - Maison de Brienne issue de la Champagne, dont plusieurs membres se sont illustrés en France, en Italie et en Orient (roi de Jérusalem, empereur latin de Constantinople). - Maison de Brosse famille féodale française dont sont issus certains comtes de Penthièvre, un maréchal de France. Fondée au Xe siècle et s'est éteinte au XVIe siècle. - Maison de Brunswick maison princière allemande qui trouvait son origine en Italie, avec la puissante maison d'Este, dont une branche cadette devait donner les ducs de Modène. Sommaire : - Haut – A - B - C - D - E - F - G - H - I - J - K - L - M - N - O - P - Q - R - S - T - U - V - W - X - Y - Z - Maison Canossa famille féodale d'origine lombarde qui, à partir des premières décennies du Xe siècle, s'installe dans les vallées des Apennins reggiano. L'importance de la famille est étroitement liée à la position du territoire dont ils furent les seigneurs, parce que sur ceux-ci et pendant tout le XIIe siècle s'affrontèrent les protagonistes de la querelle des investitures : la papauté et le Saint-Empire romain germanique. Au moment de l'expansion maximum, autour de 1100, les possessions des Canossa s'étendent du lac de Garde au nord du Lazio incluant les villes de Mantoue, Modène, Ferrare, Florence et Pérouse. La province de Reggio d'Émilie fut le cœur du pouvoir militaire et politique des Canossa. En un peu plus d'un siècle, ils construisirent des bastions défensifs sur les voies de communications qui, depuis les cols apennins, descendaient vers le Pô, réussissant ainsi à contrôler la plus grande partie du commerce entre l'Europe centrale et l'Italie ainsi que ceux, qui depuis la via Aemilia rejoignaient l'Adriatique. C'est cette habile stratégie qui permit à la maison des Canossa de consolider et augmenter sa richesse. - Maison de Castellane. Famille subsistante de la noblesse française, d'extraction féodale, originaire de Provence qui se divisa en un grand nombre de branches, dont la plupart sont aujourd'hui éteintes. Elle tire son nom de la petite ville de Castellane, en Haute-Provence, que ses premiers seigneurs possédaient en toute souveraineté depuis le Xe siècle. - Maison de Castelnou Originaire du Roussillon. Les vicomtes de Castelnou dominèrent le Vallespir du Xe siècle au XIVe siècle. C’est avec la mort en 1321 de Jaspert V de Castelnou que la lignée s’éteint (sa fille et héritière étant morte avant d’avoir pu se marier). - Maison de Châtillon famille originaire de Champagne dont l'origine remonte au IXe siècle. - Maison de Chiny Le comté de Chiny, qui aurait pour origine le comté d'Yvois (mentionné en 923 et en 955), s'étendait approximativement sur l'extrême Sud-Ouest de la province belge actuelle du Luxembourg et le Nord-Ouest du département français de la Meuse. Il était traversé par la Semois et la Chiers. Il finit par englober la plus grande partie des cantons de Virton, Étalle, Florenville, Neufchâteau, Montmédy, Carignan et avait conservé sur la Meuse Warcq et Givet. Otton de Warcq est considéré par certains historiens comme un cadet de la maison de Vermandois. Il est probable qu'il ait réussi à se mettre en possession du comté d'Yvois, puisque ses successeurs l'occupèrent en même temps que Warcq. Après avoir édifié le château de Chiny, ils en prirent le nom. - Maison de Choiseul issue des comtes de Lanques, ayant pour chef Renaud III de Choiseul (1195-1239), comte de Lanques et sire de Choiseul, qui épousa en 1182 Alix de Dreux (fille de Robert II), petite-fille du roi Louis VI. Le berceau familiale est situé dans la Haute-Marne, dans le village de Choiseul. - Maison de Clermont-Tonnerre famille noble française d'extraction chevaleresque, dont la filiation est prouvée depuis la fin du XIe siècle. Elle est originaire du Dauphiné, du petit village de Clermont (faisant aujourd'hui partie de la commune de Chirens) situé en haut d'une colline près du Lac de Paladru. Le comté de Tonnerre (Tonnerre) leur est venu à la fin du XVIe siècle du mariage de Bernardin de Clermont, vicomte de Talart, avec Anne d'Husson, comtesse héritière de Tonnerre en 1496. Le duché de Clermont a été créé au XVIe siècle en faveur d'Henri de Clermont. - Maison de Clèves - Maison de Condé branche de la maison de Bourbon, issue de Louis Ier de Bourbon-Condé (1530-1569), cinquième fils de Charles IV de Bourbon. Il était le frère d'Antoine de Bourbon, roi consort de Navarre et père du futur Henri IV. - Maison de Coucy nom de deux familles : - la première, qui tire son origine d'un comte de Chartres, en 965, s'est divisée en deux branches, dont l'une s'éteignit en 1213, et dont l'autre, qui prit le nom de Coucy-Vervins, subsiste encore. - La deuxième famille, issue en 1213 d'Enguerrand de Guines, neveu du dernier sire de Coucy, s'est éteinte en 1400 dans la personne de Marie de Coucy, épouse du comte de Bar. - Maison capétienne de Courtenay branche de la dynastie capétienne, issue de Pierre de France (v. 1126-1180/83), sixième fils du roi des Francs Louis VI (1081-1137), seigneur de Courtenay par son mariage avec l'héritière de la maison de Courtenay. C'est une maison illustre, originaire du château de Courtenay en Gâtinais (Loiret) et qui remonte au Xe siècle. C'est en en 1150 qu'elle s'allia à la maison royale de France par le mariage de Pierre de France avec Elisabeth de Courtenay. - Maison de Croÿ ancienne famille de la noblesse européenne, originaire de Picardie, prenant son nom du village de Crouy (Somme). La seigneurie de Croÿ est élevée au rang de duché par le roi Henri IV en 1598 en faveur de Charles de Croÿ, duc d'Aerschot, droit confirmé par Louis XV en 1768. - Maison de Crussol anciennement Bastet, est une famille subsistante de la noblesse française, originaire du Languedoc. Reçoit en 1565 le titre de duc d'Uzès et la Pairie en 1572. Il s'agit du plus ancien titre ducal et la plus ancienne pairie de France. Sommaire : - Haut – A - B - C - D - E - F - G - H - I - J - K - L - M - N - O - P - Q - R - S - T - U - V - W - X - Y - Z - Maison de Dampierre La maison de Dampierre (éteinte) fut une famille qui posséda à partir de vers 1227 la seigneurie de Bourbon-l'Archambault, jusqu'à ce que cette dernière passe par mariage en 1287 à la maison de Bourgogne, puis en 1310 à la maison de Clermont, branche qui reprendra plus tard le nom de Bourbon, jusqu'à son accession au trône de Navarre en 1555). La maison de Dampierre hérita de la seigneurie de Bourbon par le mariage vers 1196 de Guy de Dampierre avec Mathilde de Bourbon. La maison de Dampierre dirigea également le comté de Flandre. - Maison capétienne de Dreux La maison capétienne de Dreux est la maison des comtes de Dreux issue de Robert Ier, fils du roi Louis VI de France. - Maison de Durfort Duras est un duché français érigé en 1168, qui appartenait à la maison de Durfort. La branche ducale de Duras appartient à la maison de Durfort, dont les possessions, dès le XIe siècle, s'étendaient de l'Agenais (Duras) et du Quercy, jusqu'à Narbonne. Foulques de Durfort, seigneur du château de Durfort, au diocèse de Narbonne, vivait vers l'an 1050. Cette maison a produit cinq maréchaux de France, des capitaines de cent et cinquante hommes d'armes, des ordonnances, nombre de lieutenants-généraux, maréchaux de camps et brigadier des armées du roi, des chevaliers de l'ordre du Saint-Esprit. Sommaire : - Haut – A - B - C - D - E - F - G - H - I - J - K - L - M - N - O - P - Q - R - S - T - U - V - W - X - Y - Z - Maison d'Enghien famille noble éteinte originaire du comté de Hainaut et dont l'origine remonte au XIe siècle. - Maison d'Este originaire de la ville d'Este, en Vénétie, et dont la généalogie remonte à Azzo II († 1097), marquis d'Este. - Maison capétienne d'Évreux-Navarre branche de la dynastie capétienne issue de Louis de France (1276 † 1319), qui reçut de son père le roi Philippe III le Hardi le comté d'Évreux en apanage. Son fils Philippe d'Évreux épousa l'héritière du trône de Navarre, fondant ainsi la maison d'Évreux-Navarre. Les intrigues de leur fils Charles II le Mauvais entraînèrent la commise (confiscation) du duché de Nemours, mais son fils reçut Nemours en compensation. Il n'eut que des filles. Une branche cadette mais illégitime possédant le comté de Beaumont-le-Roger, s'installa en Espagne et s'éteignit en 1588. Il y avait encore des cadets de la branche de Beaumont en 1618. Sommaire : - Haut – A - B - C - D - E - F - G - H - I - J - K - L - M - N - O - P - Q - R - S - T - U - V - W - X - Y - Z - Maison Farnèse famille ducale souveraine d'Italie. Elle a fourni plusieurs généraux à différents États italiens, ainsi qu'un pape, Paul III, et elle a longtemps régné, sur Parme et Plaisance. - Maison de Flandre appelée les Baudouins (Lat. Balduini), premier lignage de la noblesse franque à s'installer durablement sur un territoire héréditaire. Elle fut fondée par Baudouin Ier Bras-de-Fer, époux de Judith, fille de Charles le Chauve. - Maison de Foix lignée féodale du Languedoc fondée par Bernard-Roger de Foix en 1012. Ses domaines formèrent plus tard le département de l'Ariège. - Maison de France La maison de France incarnait sous l'Ancien Régime la continuité des institutions politiques du royaume de France, dans ses relations avec les souverains des autres pays. Elle comportait à la fois une dimension patrimoniale (le domaine royal) et familiale (la famille royale). Cette continuité a été permise par la succession des différentes dynasties qui ont régné sur la France, à partir de 987 les Capétiens et leurs différentes branches. La politique d'alliances familiales avec les autres maisons princières ou royales permettant d'asseoir la paix, de contrôler les frontières, et d'établir durablement le domaine royal en reprenant le contrôle des anciens apanages sans héritier. - Maison de Frankenstein descend de la dynastie féodale des seigneurs et baillis impériaux de Breuberg, par intermédiaire de son fondateur Conrad de Breuberg en 1252, qui se nomma ensuite Conrad von und zu Frankenstein. Elle a, entre autres, donné un certain nombre de prince-évêques, d'archevêques au Saint Empire Germanique ainsi que des députés au royaume de Bavière et l'empire Allemand. Sommaire : - Haut – A - B - C - D - E - F - G - H - I - J - K - L - M - N - O - P - Q - R - S - T - U - V - W - X - Y - Z - Maison de Gonzague Gonzaga est le nom d'un village d'environ 8 000 habitants de la province de Mantoue à une trentaine de kilomètres au sud de la ville de Mantoue. Marquis puis ducs de Mantoue, l'un de ses membres, Charles Ier est devenu duc de Nevers et de Rethel. - Famille de Goüyon famille bretonne et normande, qui vers la fin du XIIe siècle prit le nom de Goyon de Matignon. Elle donna à la France, sous l'Ancien régime plusieurs maréchaux de France et évêques (Condom, Coutances, Lisieux). Sires de Matignon, comte de Torigni et de Gacé, barons de Saint-Lô, les Matignon accédèrent en 1731 au trône de Monaco à la suite du mariage de Jacques de Goyon de Matignon (1689-1751) avec Louise-Hippolyte de Monaco (1697-1731), fille aînée et héritière d'Antoine II (1661-1731), prince souverain de Monaco. - Maison de Grailly originaire du pays de Gex (Ain), dans l’ancienne Bourgogne. Ils possédaient aussi originellement des terres en Savoie. - Maison de Gramont maison ducale de la noblesse française. Sa terre de Gramont a été érigée en duché-pairie en 1648. - Maison Grimaldi origine génoise qui possède plusieurs branches dont l'une règne sur Monaco. L’histoire de la maison Grimaldi est inextricablement liée à celles de la république de Gênes et de la principauté de Monaco. Elle descend de Grimaldo, un homme d’État génois de l’époque des premières croisades, qui devint consul de Gênes en 1162, 1170 et encore en 1184. Ses innombrables petits-enfants et leurs progénitures menèrent des expéditions maritimes d’envergure sur les eaux de la mer Méditerranée, de la mer Noire et bientôt de la mer du Nord, et s’imposèrent rapidement comme l’une des plus puissantes familles de la commune de Gênes. - Maison de Guise famille ducale, branche cadette de la maison de Lorraine. Elle fut particulièrement impliquée dans les guerres de Religion, prenant la tête du parti ultra-catholique et de la Sainte Ligue. Leurs ambitions constituant une menace pour l'indépendance du pouvoir royal, Henri III fit assassiner Henri Ier dit le Balafré. Sommaire : - Haut – A - B - C - D - E - F - G - H - I - J - K - L - M - N - O - P - Q - R - S - T - U - V - W - X - Y - Z - Maison de Habsbourg La maison de Habsbourg est une importante maison de l'Europe et est connue pour avoir fourni tous les empereurs du Saint-Empire romain germanique entre 1452 et 1740, ainsi que les dirigeants de l'Espagne et de l'archiduché d'Autriche. La dynastie des Habsbourg a pris le nom de Habsbourg-Lorraine en 1780. Illustre maison, qui remonte au VIe siècle et qui tire son nom du château de Habsbourg en Suisse. On la fait descendre d'Ethico, duc d'Alsace, né vers 626, mort vers 690 ; mais sa chronologie ne commence à offrir quelque certitude qu'à partir de Gontran le Riche, comte d'Alsace de 917 à 954. La première mention des ancêtres des Habsbourg date du milieu du Xe siècle, avec Gontran, surnommé le Riche (Guntramnus dives). Dans le but de contrôler les routes commerciales reliant la Germanie et l'Italie, le roi Otton Ier confisqua, lors d'une diète d'Empire à Augsbourg en août 952, une grande partie des possessions situées en Alsace, en Brisgau et en Thurgovie d'un comte, dénommé Gontran (Guntramnus comes), un membre de la famille des comtes éberhardiens du Nordgau (Bas-Rhin). Un solide faisceau d'arguments tend à montrer que ce dernier et Gontran le Riche ne forment qu'un seul et même personnage. Si l'identité s'avérait, la maison de Habsbourg descendrait des Étichonides, l'illustre famille des ducs mérovingiens issue d'Etichon (ou Adalric), régnant aux VIIe siècle et VIIIe siècle sur l'Alsace, dont le membre le plus éminent est sainte Odile.Deux petits-enfants de Guntram le Riche, Radbot et Rodolphe, entrèrent dans l'histoire comme d'actifs bâtisseurs. Le premier, tige du lignage des Habsbourg, jeta les bases du monastère de Muri (Argovie) en Suisse ; le second, mort sans descendance, fonda l'abbaye d'Ottmarsheim en Alsace, un chef-d'œuvre architectural qui se présente comme une réplique de la chapelle palatine d'Aix-la-Chapelle. L'évêque de Strasbourg Werner Ier, (« Werner de Habsbourg »), un frère, beau-frère ou oncle de Radbot et de Rodolphe - l'Histoire n'est pas en mesure de trancher - fonda en Argovie, au début du XIe siècle, la forteresse de la Habichtsburg, le « château des autours », qui donnera son nom à la dynastie issue de Radbot. Jamais les Habsbourg ne devaient habiter leur château éponyme : à sa fondation la Habichtsburg se présente comme un simple avant-poste militaire au service de la politique impériale, face à un royaume de Bourgogne mûr pour tomber dans l'escarcelle de l'Empire. - Maison de Habsbourg-Lorraine Seule branche actuellement subsistante de la maison de Lorraine, les membres de la maison impériale et royale de Habsbourg-Lorraine sont issus du mariage du duc François III, duc de Lorraine et de Bar (1708-1765), et de Marie-Thérèse de Habsbourg (1717-1780), « roi » de Hongrie et de Bohême et archiduchesse souveraine d'Autriche. Les membres de cette branche, héritant des possessions patrimoniales des Habsbourg et de leur vocation à l'Empire mais descendant en ligne mâle de la maison de Lorraine, accolèrent les deux noms. - Maison de Hanovre dynastie royale allemande qui a régné sur le duché de Brunswick-Lüneburg (en allemand Braunschweig-Lüneburg), le royaume de Hanovre, le royaume de Grande-Bretagne, puis du Royaume-Uni. Elle succède à la maison Stuart sur le trône britannique en 1714 et s'y maintient jusqu'à la mort de Victoria en 1901. Elle est parfois appelée maison de Brunswick-Lüneburg. À la mort de Victoria, le trône du Royaume-Uni est passé dans la maison de Saxe-Cobourg-Gotha en la personne de Édouard VII du Royaume-Uni, devenue la maison Windsor en 1917. - Maison d'Harcourt famille normande, également présente en Angleterre. Elle figure parmi les plus anciennes familles de France (1094). - Maison de Hauteville (Italien : Casa d'Altavilla) de la noblesse normande issue de Tancrède de Hauteville. Nombre de ses membres s'établirent à partir des années 1030 dans le Sud de l'Italie pour en faire petit à petit la conquête, avant de s'attaquer à la Sicile musulmane. Elle est à l'origine du royaume de Sicile. - Maison de Haynin - Maison de Hesse issue de la maison de Brabant (originaire de Louvain et remontant à Lambert Ier [† 1015], comte de Louvain. - Maison de Hohenstaufen famille noble du Saint-Empire romain germanique. Au milieu du XIe siècle, la famille Hohenstaufen est l'une des familles les plus puissantes de la partie rhénane du Saint-Empire romain germanique. Son influence fut considérable, alors même qu'elle possédait initialement peu de territoires, limités à trois zones principales : Büren et Lorch (Allemagne), Hagenau, en Alsace (aujourd'hui Haguenau) et Schlettstadt (aujourd'hui Sélestat), et le Hochkönigsburg (le château du Haut-Koenigsbourg). La dynastie Hohenstaufen est connue pour des personnalités éminentes, dont en particulier Fréderic II, empereur romain germanique de 1220 à 1250, ou encore son grand-père Frédéric Ier Barberousse. Conrad III avait été le premier de la lignée à accéder à la dignité impériale, en 1138. Frédéric Ier, nommé duc de Souabe par l'empereur Henri IV, en 1079, valut à la famille son nom, construisant le château Stauf sur le mont Hohenstaufen près de Göppingen. La dynastie s'éteignit assez rapidement avec la mort de l'empereur Frédéric II le 13 décembre 1250. Conrad IV meurt en 1254, Manfred (fils légitimé) lors de la bataille de Bénévent en 1266 face à Charles d'Anjou, frère du roi de France Louis IX. Le dernier descendant masculin en ligne directe, Conradin, fils de Conrad IV, meurt décapité en place publique à Naples en dépit des règles chevaleresques en 1268, à la suite de sa défaite à Tagliacozzo face à l'Angevin Charles Ier de Sicile venu « liquider » l'héritage Hohenstaufen en Italie du Sud. La descendance féminine des Hohenstaufen survit aujourd'hui encore, notamment au sein de la famille royale d'Espagne à la suite du mariage de Constance, fille de Manfred, qui épousa Pierre III d'Aragon. - Maison de Hohenzollern famille royale européenne qui régna sur le Brandebourg à partir de 1415, puis sur le duché de Prusse des 1525, fiefs réunis au sein d'une union Brandebourg-Prusse en 1618 qui donnera naissance au royaume de Prusse en 1701. À partir de la proclamation de l'Empire allemand en 1871, ils ajoutèrent à leurs titres celui d'empereur allemand qu'ils conservèrent jusqu'en 1918, date à laquelle Guillaume II fut contraint à l'abdication, conséquence de la défaite allemande pendant la Première Guerre mondiale. Sommaire : - Haut – A - B - C - D - E - F - G - H - I - J - K - L - M - N - O - P - Q - R - S - T - U - V - W - X - Y - Z - Maison d'Ibelin La famille Ibelin eut une origine relativement modeste et réussit à devenir une des plus importantes familles nobles des royaumes croisés de Jérusalem et de Chypre. Les Lignages d'Outremer prétendent que Barisan d'Ibelin, le fondateur de la famille était frère d'un comte Guilin de Chartres. Ce personnage est totalement inconnu, mais il a été rapproché de Guilduin, vicomte de Chartres, le fondateur de la famille du Puiset qui, décédé vers 1048, pourrait être un ancêtre de Barisian (et non pas son frère). Cette possibilité a été mise en doute : d'une part le témoignage est partiellement erroné, d'autre part, quand Hugues du Puiset se révolte contre le roi, Barisan, qui est son sénéchal déserte pour soutenir le roi, ce qui rend la parenté proche peu probable. Ce témoignage traduit peut-être le fait que Barisan ait commencé sa carrière dans la maison des Puiset. On a aussi rapproché le prénom du plus ancien ancêtre connu (Barisan) de la ville italienne de Bari pour en déduire une origine italienne, mais sans plus de preuves. - Ingelgeriens lignage de la noblesse franque, issu d'Ingelger, vicomte d'Angers. Ce lignage est aussi appelé les Foulque-Geoffroy d'Anjou ou la première maison d'Anjou. Cette famille se compose de deux lignées : - la première issue d'Ingelger, instaure la puissance angevine, profitant des luttes entre les derniers carolingiens et les robertiens, ancêtres des capétiens. Cette première lignée s'éteignit en 1060, avec la mort de Geoffroy II Martel. - la seconde lignée est issue de Geoffroy II Ferréol, comte du Gâtinais et d'Ermengearde d'Anjou, sœur de Geoffroy Martel. Elle aboutira à Geoffroy V Plantagenêt qui, en épousant Mathilde de Normandie, fondera la dynastie Plantagenêt. - Voir aussi Baudouin IV de Jérusalem - Maison d'Ivrée appelée aussi maison des comtes palatins de Bourgogne, famille originaire du comté d'Oscheret du Royaume de Bourgogne, fondée par Anschaire Ier d'Ivrée (860-902) qui émigra à la fin du IXe siècle en Italie où il va obtenir le titre de marquis margrave d'Ivrée de l'Empire carolingien dans la région du Piémont, porté par plusieurs membres de cette famille. Après cet épisode italien les Ivrée vont se fixer dans le comté de Bourgogne, dont ils deviendront comtes palatins de Bourgogne. Une branche cadette de la famille accède aux trônes de Castille et d'Aragon au XIe siècle avec Raymond de Bourgogne (1059-1107), roi de Léon et de Galice par mariage avec Urraque Ire de Castille (fille du roi de Castille Alphonse VI de Castille). Sommaire : - Haut – A - B - C - D - E - F - G - H - I - J - K - L - M - N - O - P - Q - R - S - T - U - V - W - X - Y - Z - Maison de Joyeuse La vicomté de Joyeuse fut érigée en duché en 1581 par Henri III, roi de France, en faveur de son favori Anne de Joyeuse Sommaire : - Haut – A - B - C - D - E - F - G - H - I - J - K - L - M - N - O - P - Q - R - S - T - U - V - W - X - Y - Z | Sommaire : - Haut – A - B - C - D - E - F - G - H - I - J - K - L - M - N - O - P - Q - R - S - T - U - V - W - X - Y - Z - Maison de Lalaing famille de la noblesse belge à laquelle appartiennent les seigneurs de Lalaing - Maison de Lancastre Il y a eu deux maisons de Lancastre. Ces maisons (House of Lancaster en anglais) étaient toutes deux des branches de la dynastie des Plantagenêts pendant le Moyen Âge. La seconde accéda au trône et donna trois rois à l'Angleterre entre 1399 et 1461 : Henri IV, Henri V et Henri VI. - Première maison de Lancastre : Cette branche est issue d'Edmond Crouchback (1246 † 1296), fils du roi Henri III d'Angleterre, qui devint comte de Lancastre en 1267. Son fils aîné fut exécuté en 1322 pour trahison, mais le fils cadet hérita du comté. Cette branche s'éteignit en 1361 avec Henry de Grosmont, qui avait été fait duc de Lancastre en 1351. Sa fille aînée épousa Jean de Gand, troisième fils du roi Édouard III d'Angleterre, lui apportant le comté du Lancashire. - Seconde maison de Lancastre : Cette branche a été rendue célèbre par la guerre civile qui l'opposa au XVe siècle à la branche d'York, appelée la guerre des Deux-Roses. La branche descendait de Jean de Gand (1340-1399) - John of Gaunt - fils cadet du roi Édouard III d'Angleterre, qui avait été fait duc de Lancastre. Elle régna sur l'Angleterre de 1399 à 1471. L'avènement de cette dynastie fut la cause de la guerre des Deux-Roses, qui se termina par l'extinction des deux maisons de Lancastre et d'York. - Maison de Lannoy famille de la noblesse belge, qui doit son nom à la ville française de Lannoy dont ils furent seigneurs. Cette famille d'ancienne chevalerie du Hainaut, dont la filiation prouvée remonte au XIIIe siècle, donna de grands guerriers, des hommes d'État et des chevaliers de la Toison d'or. Après la bataille de Pavie en 1525, le roi de France, Francois Ier, ne voulut remettre son épée qu'au seul comte Charles de Lannoy, vice-roi de Naples. Aux Croisades, un Lannoy se plaça au premier rang des dignitaires de l'empire de Constantinople, Jean III de Lannoy, dont le père fut tué à la bataille d'Azincourt (1415), fut ambassadeur en Angleterre. En 1551, sa petite-fille épousa Guillaume d'Orange, dit Guillaume le Taciturne, et c'est ainsi que Lannoy devint la possession de la maison de Nassau, famille actuellement régnante en Hollande. - Maison de Lenoncourt - Maison de Lévis ou aussi de Lévy, famille vassale de celle de Montfort-l'Amaury. Elle est connue depuis le XIIe siècle, mais ce fut la participation de Gui Ier de Lévis à la croisade des Albigeois qui fit de ses membres de puissants seigneurs languedociens. Plusieurs de ses branches accédèrent à la dignité ducale sous l'Ancien Régime. - Maison de Liedekerke famille de la noblesse belge ; cadets des Gavre qui furent très puissants seigneurs de Flandre et dont la généalogie remonte probablement jusqu'à Rasse de Gavre. Une branche cadette des premiers Gavre était celle des Gavre, seigneurs de Liedekerke et de Breda. Ils s’éteignirent dans les Gavre-Rasseghem, eux-mêmes éteints dans les Hannaert, eux-mêmes éteints dans les comtes de Boussu, devenus princes de Chimay. Aujourd’hui, c’est l’aîné de ces Riquet de Caraman, soit le duc de Caraman qui aurait droit au titre de «seigneur de Liedekerke». L’origine des Liedekerke actuels est obscure, mais, selon toute vraisemblance, le premier de leur lignée, Raes de Herzele, était le fils d’une Liedekerke de la branche de Breda. Après trois générations, ces Herzele reprirent le nom de Liedekerke quand s’éteignirent les Gavre-Liedekerke, seigneurs de Contrecœur en 1357. La branche aînée des Liedekerke, nouveau style par de beaux héritages, devint une des grandes familles de Flandre et reçut le titre de comte de Mouscron (vers 1627). Le premier (et dernier) comte de Mouscron avait épousé une Spinola de mère Arenberg. Après lui, le comté de Mouscron passa aux Basta puis aux d'Ennetières de La Berlière qui s'éteignirent dans les Oultremont au XIXe. Les Liedekerke actuels descendent d’un cadet de Mouscron qui dut reconstituer la fortune familiale. C’est vers la fin du XVIIe siècle que les Liedekerke se dirent issus des Gavre. À noter qu’ils ne furent jamais créés « comtes de Liedekerke ». Mais comme ils s’estimaient héritiers moraux des comtes de Mouscron, ce n'est qu'en 1816, lors de la reconstitution de la noblesse nationale, que les Liedekerke reçurent tous le titre de « comte » et de « comtesse ». - Maison de Ligne une des plus anciennes et des plus prestigieuses familles nobles belges. Elle remonte au XIe siècle et doit son nom à Ligne, village dont elle est originaire, entre Ath et Tournai. Les seigneurs de Ligne font partie de l'entourage du comte de Hainaut lors des croisades. À la bataille de Bouvines en 1214, ils sont décrits comme des « hommes d'honneur et de grand nom » par les chroniqueurs de l'époque. Ils connaissent ensuite l'ascension progressive dans la hiérarchie nobiliaire : barons au XIIe siècle, comtes de Fauquemberghe et princes d'Épinoy au XVIe siècle. En 1285, Jacques Bretel cite un Fastré de Ligne, chevalier du Hainaut, présent au tournoi de Chauvency-le-Château. - Maison de Limbourg apparu au milieu du XIe siècle avec Waléran Ier, comte de Limbourg († 1082), et probablement issu des comtes d'Arlon. - Maison de Limburg Stirum issue de la dynastie des Ezzonides du IXe siècle. Cette maison a été régnante dans le Saint-Empire romain germanique jusqu'à sa médiatisation en 1806. - Maison de Lobkowicz (autrefois écrit Lobkowitz ou Lobkovic) forme l'une des plus illustres familles princières de Bohême et du Saint-Empire. Elle remonte au XIVe siècle. - Voir aussi Stéphane de Lobkowicz Chef de la branche belge admise dans la noblesse officielle du Royaume avec le titre de prince et la qualification d'Altesse Sérénissime, il est actuellement député et est également l'auteur d'une biographie du roi Baudouin. - Maison de Looz seigneurs originaires de Betuwe. - Maison de Lorraine remonte à Gérard d'Alsace († 1070), fait duc de Lorraine par l'empereur germanique Henri III, après son frère Adalbert. Elle régna sur le duché de Lorraine de 1048 à 1453 puis de 1484 à 1736, et sur le duché de Bar de 1484 à 1736. - Maison de Lusignan famille noble du Poitou originaire du Limousin, attestée depuis le Xe siècle et qui a donné des comtes de la Marche, d’Angoulême, et des rois de Jérusalem puis de Chypre et d’Arménie. - Maison de Luxembourg branche cadette de la maison de Limbourg, issue du second mariage de Waléran III, duc de Limbourg avec Ermesinde Ire, comtesse de Luxembourg. Sommaire : - Haut – A - B - C - D - E - F - G - H - I - J - K - L - M - N - O - P - Q - R - S - T - U - V - W - X - Y - Z - Maison de La Marck branche de la maison de Berg. - Maison de Mecklembourg dynastie du nord de l'Allemagne, d'origine slave. Le Mecklembourg fut peuplé par des slaves païens. Le chef de la maison de Mecklembourg est Georges Borwin de Mecklembourg. - Maison de Médicis (Medici en italien), famille patricienne de Florence dont la puissance émerge à l'époque de la Renaissance italienne aux Quattrocento et Cinquecento (XVe et XVIe siècles italiens). - Maison de Merode haute aristocratie belge. Les membres de la maison de Merode ont porté le titre de comte depuis le XVe siècle ; une branche portait déjà le titre de baron de Merode et du Saint-Empire au milieu du XVe siècle, puis fut titrée prince de Merode en 1759. La maison de Merode porte les titres suivants : - prince de Rubempré, dans le Saint-Empire (1759) - prince de Rubempré dans le royaume de Belgique (1846) - Maison de Metternich famille noble d'Allemagne. Elle a, entre autres, donné un certain nombre d'évêques et d'archevêques. - Maison de Montesquiou serait issue au XIe siècle des comtes de Fézensac en Gascogne. - Maison de Montfort-l'Amaury branche cadette de la maison de Hainaut. - Maison de Montmorency parmi les plus anciennes et les plus prestigieuses familles de la noblesse française. Elle tire son nom de la ville de Montmorency, dans l'actuel département du Val-d'Oise. Apparentée à la famille royale, elle a donné à la France six connétables, douze maréchaux et quatre amiraux de France. Elle s'est éteinte au XIXe siècle. Sommaire : - Haut – A - B - C - D - E - F - G - H - I - J - K - L - M - N - O - P - Q - R - S - T - U - V - W - X - Y - Z - Maison de Namur famille de la noblesse lotharingienne issue de - Maison de Nassau remonte son origine à un frère de Conrad Ier, de Franconie, roi de Germanie en 911. - Maison de Nevers dynastie de la noblesse du Moyen Âge fondée par Landry de Monceaux. Ils détinrent les comtés de Nevers, d'Auxerre et de Vendôme. - Maison de Noailles famille noble française d'extraction féodale avec une filiation prouvée depuis 1225 (pour les honneurs de la cour). Originaire de Noailles, dans le Limousin, elle s'est ensuite implantée en Île-de-France. La famille obtint la grandesse d'Espagne en 1711. Elle a compté un cardinal et quatre de ses membres ont été revêtus de la dignité de maréchal de France. Sommaire : - Haut – A - B - C - D - E - F - G - H - I - J - K - L - M - N - O - P - Q - R - S - T - U - V - W - X - Y - Z - Maison d'Orange-Nassau (en néerlandais, Oranje-Nassau), famille régnante des Pays-Bas depuis 1814 avec Guillaume Ier des Pays-Bas jusqu'à l'actuelle reine Beatrix des Pays-Bas. Depuis le XVIe siècle avec le prince d'orange, comte de Nassau et Stathouder Guillaume Ier d'Orange-Nassau, la république des Provinces-Unies a confié à plusieurs membres de cette maison la charge de stadhouder de la province de Hollande. - Maison d'Orléans fief d'apanage de la maison de France qui a été renouvelé trois fois dans l'histoire. La dernière maison d'Orléans (ou de Bourbon-Orléans), qui subsiste actuellement, descend de Philippe de France, duc d'Orléans. - Maison d'Oldenbourg famille régnante au Danemark (depuis 1448) et sur la Norvège (depuis 1905), et qui régna autrefois sur la Russie (de 1796 à 1917), sur la Grèce (de 1863 à 1974), sur la Suède (de 1751 à 1818), sur le grand-duché d'Oldenbourg (de 1829 à 1918) Sommaire : - Haut – A - B - C - D - E - F - G - H - I - J - K - L - M - N - O - P - Q - R - S - T - U - V - W - X - Y - Z - Maison Petrović-Njegoš (Cyrillique: Петровић-Његош), famille royale du Monténégro. - Maison de Polignac originaire en Velay, éteinte en 1385. Le nom a été repris par la branche ainée de la maison de Chalencon, devenue ainsi la seconde maison de Polignac, à la suite du mariage en 1349 de Guillaume de Chalencon avec Valpurge de Polignac, héritière de sa famille. La maison de Chalencon est aussi une très ancienne famille du Velay. - Přemyslides (en tchèque : Přemyslovci, en polonais : Przemyślidzi) forment une dynastie princière puis royale qui a régné sur la Bohême du IXe siècle à 1306 et sur la Pologne de 1300 à 1306. Sommaire : - Haut – A - B - C - D - E - F - G - H - I - J - K - L - M - N - O - P - Q - R - S - T - U - V - W - X - Y - Z Sommaire : - Haut – A - B - C - D - E - F - G - H - I - J - K - L - M - N - O - P - Q - R - S - T - U - V - W - X - Y - Z - Famille des Régnier famille franque de la noblesse lotharingienne remontant au IXe siècle et à l'origine de plusieurs maisons : de Hainaut, de Brabant, de Montfort-l'Amaury, de Hesse (seule branche subsistante aujourd'hui). - Maison de Rethel l'origine du comté de Rethel n'est pas connue, mais il semble qu'il ait été détaché du comté de Porcien au profit d'un des cadets de la famille. Plusieurs maisons se sont succédé à la tête du comté, et les deux premières prirent le nom de Rethel. - Famille de Riquet de Caraman originaire du Languedoc et du Toulousain, puis implantée en Île-de-France, dont sont issus princes de Chimay (Belgique). - Maison de Rochechouart considérée comme la famille la plus ancienne de France après la maison royale capétienne. Ses membres Rochechouart et Rochechouart-Mortemart restèrent possessionnés durant plusieurs siècles dans le Limousin et le Poitou, puis en Orléanais et en Île-de-France. - Maison de La Rochefoucauld une des plus anciennes et illustres familles de la noblesse française, dont les origines remontent aux seigneurs de La Roche en Charente du Xe siècle - XIe siècle (Preuves officielles de noblesse : 1019. Devenu La Rochefoucauld au XIIIe siècle). - Maison de Rohan famille illustre du duché de Bretagne, qui a également marqué l'histoire de France. Avec la maison de Clisson et la maison de Laval, elle était parmi les plus puissantes du duché de Bretagne. Cette illustre maison bretonne dont la filiation remonterait aux rois de Bretagne, s'allia plusieurs fois à la famille ducale bretonne, la dernière fois en 1407. Le chef de cette maison devint duc de Rohan en 1603, mais n'eut qu'une fille, Marguerite, qui épousa un gentilhomme poitevin, Henri de Chabot en 1645, ce qui fit passer le titre de duc de Rohan dans la maison de Chabot, dont la branche ainée prit alors le nom de Rohan-Chabot. Des cadets de la maison de Rohan étaient déjà ducs de Montbazon (1594), ce qui leur valait le titre de pair de France. Le chef de cette branche était aussi prince de Guéméné, alors que des cadets étaient princes de Soubise. Au XVIIIe siècle, quatre cardinaux Rohan se succédèrent sur le trône archiépiscopal de Strasbourg : Armand-Gaston de Rohan-Soubise (probablement un fils naturel de Louis XIV, 1674-1749) grand aumônier du roi, François-Armand de Rohan-Soubise (1717-1756), Louis-Constantin de Rohan-Guéméné (1697-1779), et Louis-René de Rohan-Guéméné (1734-1803), grand aumônier du roi et proviseur de la Sorbonne. Et deux autres ecclésiastiques Rohan se distinguèrent également à cette époque : Armand-Jules de Rohan-Guéméné (1695-1762), archevêque-duc de Reims qui sacrera Louis XV, et Ferdinand-Maximilien-Mériadec (1738-1813), archevêque de Bordeaux, qui sera au début du XIXe siècle premier aumônier de l'impératrice Joséphine. À la veille de la Révolution française, Henri-Louis-Marie de Rohan-Guéméné duc de Montbazon, l'ainé de cette branche réalise une colossale faillite qui ruina bien des gens en 1782 mais qui fut épongée, en partie par le cardinal de Strasbourg Louis René Édouard de Rohan qui sera en 1785 victime de l'escroquerie de l'affaire du collier de la reine. Il y participa sans doute plus pour obtenir les faveurs du roi que celles de Marie-Antoinette. Certains membres de la famille Rohan-Guéméné duc de Montbazon émigrèrent en Autriche au château de Sychrov, où ils furent naturalisés. À leur extinction, en 1846, la branche cadette des princes de Rochefort, hérite des biens en Bohême dont ils sont privés en 1945 à la suite des décrets Beneš et, toujours autrichienne, a hérité des titres d'Altesse sérénissime, prince de Rohan, de Guéméné, de Rochefort et du Saint-Empire (en Autriche jusqu'en 1919), duc de Rohan-Rohan, duc de Montbazon avec la pairie de France qui y est attachée, et de duc de Bouillon. Emmanuel de Rohan-Polduc, dernier de la branche des Rohan-Polduc, fut l'avant-dernier grand maître de l'ordre de Saint-Jean de Jérusalem de 1775 à 1797 à Malte. La famille compte trois Grands aumôniers de France, huit chevaliers de l'ordre du Saint-Esprit, deux maréchaux de France, trois académiciens. - Maison de Rohan-Chabot originaire du Bas-Poitou. La branche ainée des Chabot de Jarnac devint Rohan-Chabot à la suite du mariage d'Henri de Chabot avec Marguerite de Rohan, héritière du duché de Rohan, en Bretagne. - Maison Romanov une dynastie qui régna sur la Russie de 1613 à 1917, dont en succession agnatique de 1613 (Michael III Feodorovich) à 1762 (Elizabeth). La maison des Holsácia-Gottorp (Holstein-Gottorp), son héritière par les femmes, s'est substituée à elle en relevant le nom de Romanov. Elle a été renversée par la révolution russe en 1917. Sommaire : - Haut – A - B - C - D - E - F - G - H - I - J - K - L - M - N - O - P - Q - R - S - T - U - V - W - X - Y - Z - Maison de Sabran famille de Provence d'extraction chevaleresque éteinte en 1847]. Plusieurs de ses membres furent maréchaux du royaume de Naples. Ils furent aussi comte d'Ariano, comte souverain de Forcalquier, comte de Sabran, de Sabran-Pontevès, baron d’Ansouis, pair de France et ducs. La famille fut reçue aux Honneurs de la Cour. - Maison de Sancerre famille noble de France, éteinte, connue depuis le XIIe siècle et issue d'une branche cadette de la maison de Blois-Champagne. Cette famille a surtout joué un rôle au cours de la guerre de Cent Ans avant de s'éteindre en 1419 avec la mort de la comtesse Marguerite de Sancerre. - Maison de Savoie issue de la dynastie des Humbertiers (début du XIe siècle), originaire du second royaume de Bourgogne, au Saint-Empire romain germanique. Ses membres ont porté les titres de comte de Savoie (1033), puis de duc de Savoie (1416), prince de Piémont, roi de Sicile (1713), roi de Sardaigne (1716) et roi d'Italie (1861). - Maison de Saxe familles ou dynasties qui ont contrôlé tout ou partie du territoire de la Saxe. On peut en compter six : - La maison de Saxe, la première, qui est une branche des Ottoniens. - La maison de Billung. - La maison de Supplinbourg. - La maison d'Este (Guelfes). - La maison d'Ascanie. - La maison de Wettin. - Famille Sforza famille italienne de la Renaissance, originaire du Milanais. La dynastie a été fondée par Muzio Attendolo, né à Cotignola près de Ravenne en 1369 et décédé en 1424, un condottiere provenant de Romagne qui servit les rois angevins de Naples. Le condottiero Alberigo da Barbiano le surnomme Sforza (le Fort) en raison de ses qualités aux combats. À sa mort, Jeanne II de Naples souhaite que son surnom se perpétue. Il est le plus connu de cette dynastie de condottieri - Maison Stuart (ou Stewart), nom d'une dynastie qui régna sur l'Écosse entre 1371 et 1714, et sur l'Angleterre, l'Irlande et le pays de Galles entre 1603 et 1714. La dynastie régnante s'éteint après de décès d'Anne de Grande-Bretagne et l'avènement de Georges de Hanovre en vertu de l'Acte d'Établissement. Cette maison compte plusieurs branches cadettes subsistantes. - Maison de Schleswig-Holstein-Sonderbourg issue de la première branche de la maison d'Oldenbourg. Le premier duc de cette lignée est Jean de Schleswig-Holstein-Sonderbourg fils de Christian III de Danemark. Dont quatre branches : - Schleswig-Holstein-Sonderbourg-Glücksbourg - Schleswig-Hosltein-Plön - Schleswig-Holstein-Sonderbourg-Beck. Sommaire : - Haut – A - B - C - D - E - F - G - H - I - J - K - L - M - N - O - P - Q - R - S - T - U - V - W - X - Y - Z - Maison de Talleyrand-Périgord anciennement de Grignols, originaire du Périgord, famille éteinte de la noblesse française d'extraction chevaleresque. - maison princière de Thurn und Taxis (également appelée en français maison de La Tour et Tassis), famille allemande qui a contrôlé un important service postal en Europe dès le XVIe siècle. On la connaît aussi comme propriétaire de brasseries et pour la construction de nombreux châteaux. Les Tassi sont connus pour avoir, dès le XIIIe siècle, initié le transport de correspondances en Italie du Nord. Au XVe siècle, Ruggero de Tassis formalisa le service postal en Italie. À Innsbruck, le 11 décembre 1489, son petit-fils Jeannetto de Tassis est nommé Grand Maître des Postes. Avec sa parenté, il commence l'établissement d'une poste internationale qui va fortement se développer grâce au travail de son frère François, basé à Malines puis à Bruxelles. La famille va garder le monopole du service postal international pendant des siècles, tissant un important réseau d'influence ; elle va aussi créer d'autres entreprises. Le chef actuel de la maison de Thurn und Taxis est Albert II, 12e prince de Thurn und Taxis, fils du prince Johannes et de son épouse Gloria. C’est une des plus riches familles d’Allemagne. La famille réside au château Saint-Emmeram à Ratisbonne depuis 1748. - Maison de Toulouse appelée Raimondins, famille d'origine franque implantée dans le Languedoc ayant possédé le comté de Toulouse (IXe – XIIIe siècle). - Maison de Trastamare (Trastámara), dynastie de rois qui occupe les trônes de Castille (1369-1504), d'Aragon-Catalogne (1412-1516), de Navarre (1425-1479) et de Naples (1458-1501). - Maison de Trazegnies famille féodale éteinte belge, subsistante par la famille de Hamal qui a repris le nom. Pairs du Hainaut ; marquis dès 1614 ; reconnus tous marquis et marquises. - Maison de La Trémoille (prononcé "la Trémouille"), famille ducale française. - Maison Tudor dynastie royale qui a donné son nom à la période de l'histoire anglaise située entre 1485 et 1603. L'ère Tudor marque la fin de la guerre civile qu'a constitué la guerre des Deux-Roses et couvre le règne de cinq monarques qui ont contribué à faire de l'Angleterre une puissance européenne majeure. La dynastie Tudor débuta par le mariage secret entre Owen Tudor (une anglicisation de Owain ap Maredudd ap Tudur), un descendant d'Ednyfed Fychan, sénéchal puissant du royaume de Gwynedd au temps de Llywelyn le Grand ; et Catherine de Valois veuve du roi Henri V d'Angleterre. Elle acquit sa puissance lorsqu’Henri Tudor (1457-1509), ayant battu le roi Richard III à la bataille de Bosworth, devint roi d'Angleterre sous le nom d'Henri VII. Henri Tudor, par sa mère, une Plantagenêt, descendait du roi Édouard III ; et en outre il se maria en 1486 avec la fille aînée du roi Édouard IV, Élisabeth Plantagenêt (1466-1503). En 1499, Henri VII fit périr le comte de Warwick, Édouard (1475-1499), dernier descendant mâle de la maison Plantagenêt. La dynastie prit fin lorsque la reine Élisabeth mourut sans enfant. La succession d’Élisabeth Ire revint à son cousin le roi Jacques VI d'Écosse (1566-1625) qui prit le nom de Jacques Ier d'Angleterre. Il était l'arrière-petit-fils de Margaret Tudor elle-même fille d’Henri VII, et devint le premier représentant de la maison Stuart des rois d'Angleterre. Sommaire : - Haut – A - B - C - D - E - F - G - H - I - J - K - L - M - N - O - P - Q - R - S - T - U - V - W - X - Y - Z - Maison d'Ursel famille bourgeoise originaire anoblie de Belgique, issue de la famille des Schetz. Originaires de Smalkalde (Hesse), ceux-ci s'établirent à Hasselt et Maastricht au XVe siècle et à Anvers au début du XVIe. Sommaire : - Haut – A - B - C - D - E - F - G - H - I - J - K - L - M - N - O - P - Q - R - S - T - U - V - W - X - Y - Z - Maison capétienne de Valois branche de la dynastie capétienne qui régna sur la France de 1328 à 1589. Elle succède aux Capétiens directs et précède les Bourbons. - Maison de Vexin lignage issu du comte Raoul Ier de Vexin. Sa branche principale réunit les comtés de Vexin, de Valois et d'Amiens et s'éteignit en 1080. Une autre branche eut le comté de Senlis au Xe siècle. L'origine de cette famille n'est pas connue, mais probablement de haut lignage, puisque la mère de Raoul descendait probablement de Louis le Pieux. - Famille Visconti famille noble de Lombardie en Italie, du parti gibelin, qui a régné sur le duché de Milan pendant le Moyen Âge jusqu'à la Renaissance, de 1277 à 1447. Ils portèrent le titre de seigneur puis, à compter de 1395, en la personne de Jean Galéas, celui de duc de Milan. Sommaire : - Haut – A - B - C - D - E - F - G - H - I - J - K - L - M - N - O - P - Q - R - S - T - U - V - W - X - Y - Z - Maison de Wavrin famille noble de l'ancien comté de Flandre. Elle commence avec Thierry, fils de Roger seigneur de Wavrin en 1018, qui meurt en 1066 et par son petit fils Roger qui est qualifié en 1135 de sénéchal, charge comtale que ses descendants se transmettront jusqu'en 1411. Cette maison s'est éteinte en 2016. Elle s'était éteinte une première fois à la fin du xve siècle. - Maison de Wettin famille royale qui règne actuellement sur la Belgique (depuis 1831) et sur le Royaume-Uni (depuis 1901), et qui régna autrefois sur la Bulgarie (de 1887 à 1946), sur le Portugal (de 1853 à 1910), sur la Pologne (de 1697 à 1763), sur le royaume de Saxe (de 1806 à 1918), sur le grand-duché de Saxe-Weimar (de 1815 à 1918), sur le duché de Saxe-Cobourg et Gotha (de 1826 à 1918), sur le duché de Saxe-Meiningen (de 1826 à 1918), sur le duché de Saxe-Altenbourg (de 1826 à 1918), sur l'Inde de 1901 à 1950, etc. Originellement margraves de Misnie en 1089, les Wettin devinrent landgraves de Thuringe en 1263, puis ducs de saxe en 1423 avec la dignité d'électeurs du Saint-Empire romain germanique. - Maison Windsor autrefois appelée maison de Saxe-Cobourg-Gotha, maison royale du Royaume-Uni de Grande-Bretagne et d'Irlande du Nord. En 1917, pendant la Première Guerre mondiale, le sentiment anti-allemand parmi la population conduisit la famille royale à changer tous leurs titres et leurs noms de famille allemands pour des titres et des noms à consonance anglaise. La maison et la famille royales furent ainsi renommées Windsor par un décret en conseil du roi George V. Le nom allemand venait du mariage de la reine Victoria au prince Albert, le fils du duc Ernst Ier de Saxe-Cobourg-Gotha, en février 1840. Cependant, le décret ne faisait référence qu'aux descendants de la reine Victoria de lignée masculine et ne concernait pas nécessairement la descendance féminine. En avril 1952, deux mois après son accession, la reine Élisabeth II mit fin à la confusion quand elle déclara au cabinet sa « volonté et plaisir que moi et mes enfants seront appelés et connus comme la maison et la famille de Windsor, et que mes descendants qui épousent et leurs descendants, porteront le nom de Windsor. » Plus tard, le 8 février 1960, la reine a diffusé un autre décret en conseil, confirmant qu'elle et ses quatre enfants seront connus comme la maison et la famille de Windsor, et que ses autres descendants de lignée masculine (sauf ceux qui sont « SAR » et prince ou princesse) prendront le nom « Mountbatten-Windsor ». - Maison de Wittelsbach famille souveraine d'Allemagne méridionale, l'une des plus anciennes et des plus puissantes, qui régna en particulier sur la Bavière et sur le Palatinat.C'est une famille princière, issue d'Othon Ier de Scheyern, comte palatin de Bavière, acquéreur du château de Wittelsbach en 1124. Cette famille est en fait une branche de la maison de Babenberg. Les Wittelsbach reçoivent la Bavière en 1180 : l'empereur Frédéric Ier Barberousse donne le duché de Bavière au comte palatin Otton II le Grand. Ils règneront sur cet État pendant 738 ans (jusqu'en 1918). Ils régneront également sur le Palatinat rhénan. En 1620, l'électeur Frédéric V du Palatinat est déchu de la dignité électorale qui est donné à son cousin le duc Maximilien Ier de Bavière qui, en plus, annexe le Haut-Palatinat. Néanmoins, à l'occasion de la paix de Westphalie, un huitième Électorat est créé en faveur du fils de Frédéric V qui est rétabli dans ses états (1648). À l'extinction de la branche protestante de Palatinat-Simmern en 1685, le Palatinat échoit à la branche catholique de Neubourg puis à l'extinction de celle-ci en 1742, à la branche de Soulzbach en la personne de Charles-Théodore. Entre-temps, à la faveur de la guerre de Succession d'Autriche, l'électeur Charles-Albert de Bavière, soutenu par la France, est élu empereur du Saint-Empire romain germanique (1742). Il ne régnera que trois ans et son fils renoncera à la succession impériale. À la mort sans enfant de celui-ci (1777), la Bavière passe à Charles-Théodore, déjà électeur du Palatinat rhénan. Ce dernier était donc doublement électeur. Guère enchanté de devoir quitter sa capitale de Mannheim pour Munich, il s'entend avec l'empereur Joseph II pour échanger la Bavière contre les Pays-Bas autrichiens ce qui provoque la guerre de Succession de Bavière. Charles-Théodore conservera ses états en l'état, l'Autriche ne pouvant annexer que le district de Braunau-am-Inn. À sa mort sans enfant survivant en 1799, ses États passent à la branche dite de Zweibrücken (ou Deux-Ponts). - Maison de Wurtemberg une famille royale européenne et une dynastie allemande ayant régné sur le Wurtemberg. Les branches de la maison de Wurtemberg descendent toutes de Frédéric-Eugène de Wurtemberg (1732-1797) : - La première branche dite branche aînée descend de Frédéric III. Cette branche s'éteignit avec Guillaume II de Wurtemberg en 1921. - La seconde branche dite de Teck descend du duc Louis-Frédéric de Wurtemberg (1756-1819). Cette branche s'éteignit avec Georges de Teck en 1981. - La troisième branche descend du duc Eugène Frédéric de Wurtemberg (1758-1822). Cette branche s'éteignit avec Nicolas de Wurtemberg en 1903. - La quatrième branche dite d'Urach descend de Guillaume-Frédéric-Philippe de Wurtemberg (1761-1830). Cette branche existe toujours de nos jours, mais elle n'est plus dynaste, pour cause de mariage morganatique. - La cinquième branche descend d'Alexandre de Wurtemberg (1771-1833). Les prétendants actuels au trône de Wurtemberg appartiennent à cette branche. Par les femmes, les Wurtemberg sont présents dans de nombreuses familles royales, impériales, ducales ou princières comme les Bourbons, les Liechtenstein, les Orléans, les Windsor, etc. Sommaire : - Haut – A - B - C - D - E - F - G - H - I - J - K - L - M - N - O - P - Q - R - S - T - U - V - W - X - Y - Z Sommaire : - Haut – A - B - C - D - E - F - G - H - I - J - K - L - M - N - O - P - Q - R - S - T - U - V - W - X - Y - Z Sommaire : - Haut – A - B - C - D - E - F - G - H - I - J - K - L - M - N - O - P - Q - R - S - T - U - V - W - X - Y - Z - Maison de Zähringen dynastie de ducs dans le sud-ouest de l'Allemagne et l'ouest de la Suisse du XIe au début du XIIIe siècle. De nos jours ils sont notamment restés connus pour avoir fondé plusieurs villes modernes, telles que Fribourg (en 1157) et Berne (en 1191). Le dernier descendant de la branche aînée, portant le nom des Zähringen, est mort en 1218. La famille des Zähringen fait partie des grandes familles qui ont façonné le destin de la Suisse au Moyen Âge avec notamment les Habsbourg et les Savoie. |
| | |

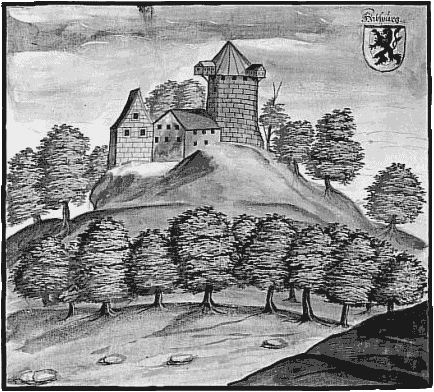
Habsbourg, illustre maison qui tire son nom du château de Habsbourg, en Suisse
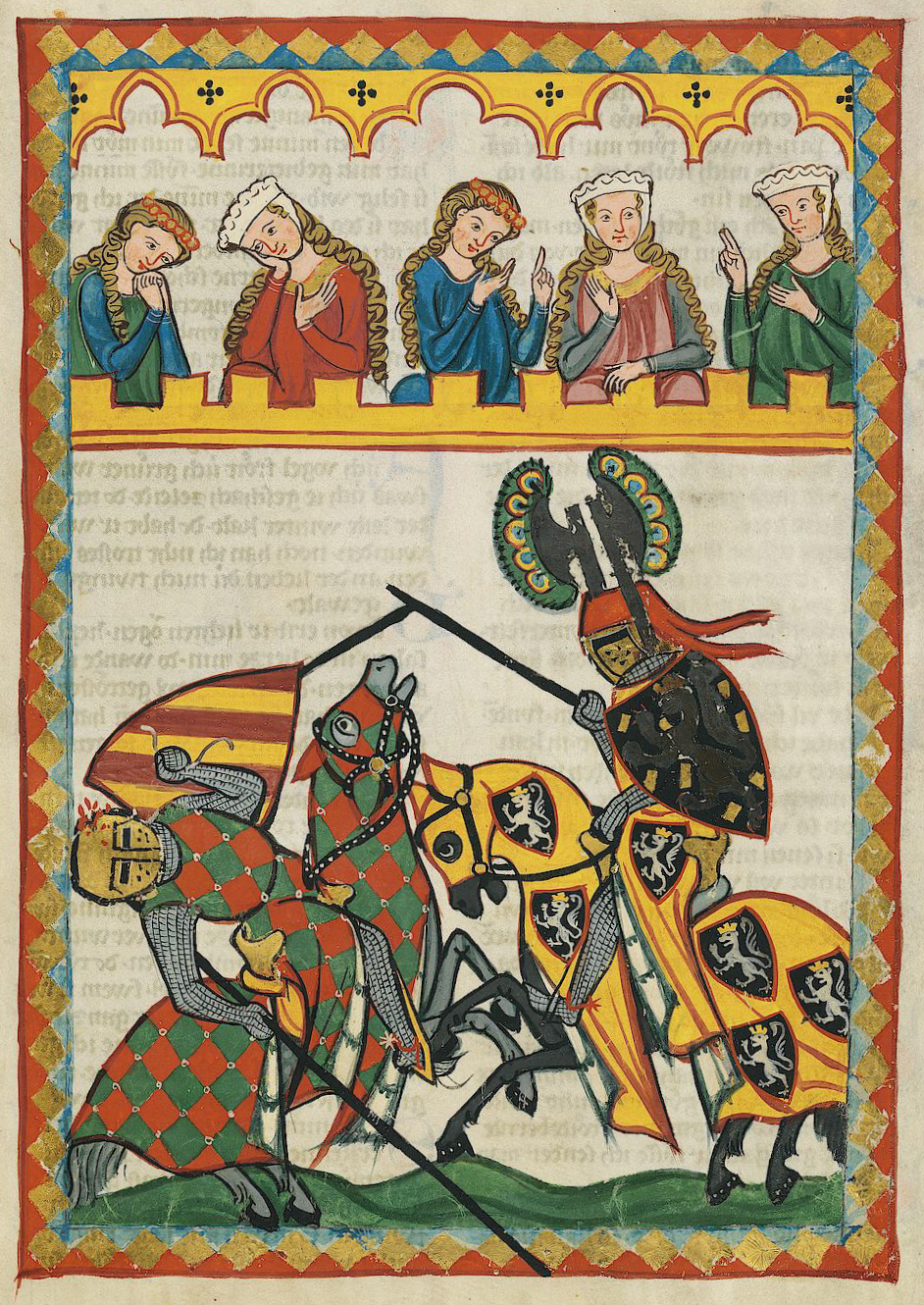
Représentation de combat de chevaliers (codex Manesse)
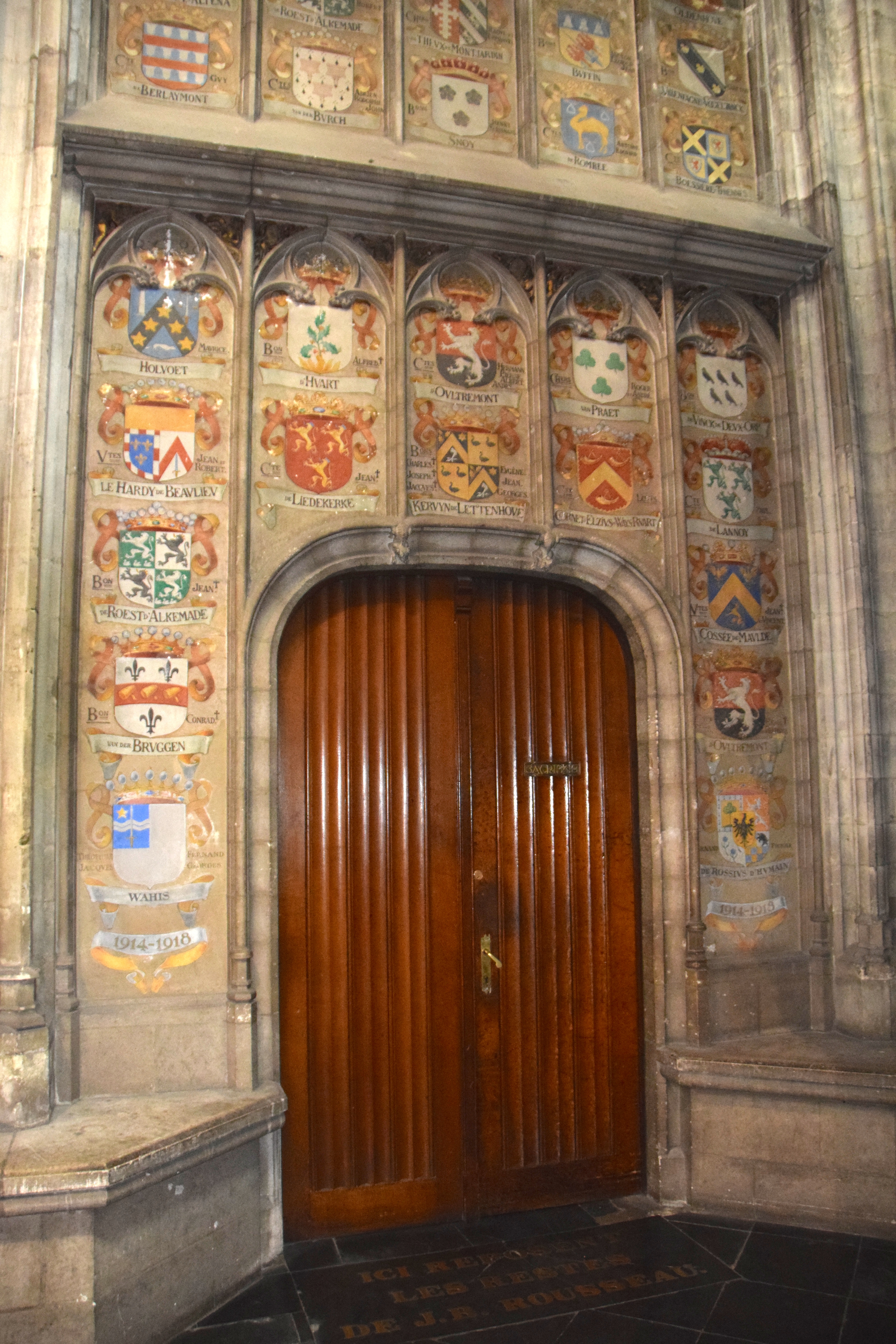
Fresques blasonnées sur les murs du transept sud dans l'église Notre-Dame du Sablon de Bruxelles